# Mycoplasma testudineum
Mycoplasma testudineum è una specie di batterio appartenente alla famiglia delle Mycoplasmataceae.